# ابیرادوش
ابیرادوش (ABIRĀDŪŠ) نام روستایی در عیلام بود.
نام یک روستا که در کتیبه داریوش اول هخامنشی بعنوان معدن سنگ ستونهای کاخ آپادانا شوش از آن یاد شده است.
ترجمه سنگ‌نوشته داریوش بزرگ در کاخ آپادانای شوش:
خدای بزرگ است اهورامزدا که این زمین را آفرید که آن آسمان را آفرید که مردم را آفرید که برای مردم شادی آفرید که داریوش را شاه کرد یک شاه از بسیاری.
من داریوش شاه بزرگ شاه شاهان شاه کشورها شاه در این زمین پسر‌ ویشتاسپ هخامنشی.
داریوش شاه گوید : اهورامزدا که بزرگترین خدایان است مرا آفریداومرا شاه کرد او به من این شهریاری را ارزانی کردکشوری که بزرگ که دارای اسبان خوب و دارای مردان خوب است
به خواست اهورا مزدا پدر من ویشتاسپ و نیای من ارشام هر دو زنده بودند آنگاه که اهورامزدا مرا شاه در این سرزمین کرد.اهورامزدا را چنین کام بود در همه این زمین مردی چون مرا برگزید مرا در همه این زمین شاه کرد .
من اهورامزدا را پرستش می کنم اهورامزدا مرا یاری داد آنچه به انجام آن از سوی من فرمان داده شده بود انجام آنرا برای من نیک گردانید.
آنچه من کردم همه را به خواست اهورا مزدا کردم
این کاخ که در شوش بنیان گذاردم مصالح و زیورهایش از جای دور آورده شد.
خاک زمین به ژرفی کنده شد تا آنجا که به زمین سخت و سنگ رسیدم.
یک آب گذر ساخته شد وآنگاه به جای خاک شن و سنگریزه در آن انباشته شد.گاه به ژرفای ۴۰ ارش و گاه به ژرفای ۲۰ ارش.
کاخ را بر این سنگریزه ها بنا کردم.کندن و پر کردن و خشتهای قالبی کار مردمی از بابل بود.
تیرهای سرو از کوهستانی به نام لبنان آورده شد.
مردم آشور آنها را به بابل آوردندومردمی از اهالی کاریه و ایونیه آنها را از بابل به شوش آوردند.
الوار درخت یاکا از قندهار و کرمان آورده شد.
زر،از سارد و بلخ آورده شدودر اینجا بکار رفت.
لاجورد گرانبها و عقیق شنگرف از سرزمین سغد و سنگ گرانبهای فیروزه از خراسان فراهم شد.
نقره و ابنوس از مصر آمد.زیورهای دیوارها از ایونیه است.
عاج از حبشه،هند و آراخوزیه آورده شد.
سنگ ستونها از ناحیه ای به نام آبیراد(ابیرادوش) در ایلام بود.
سنگبران و پیکرتراشان ساردی و یونانی بودند.آنها که زرگری کردند مادی و مصری بودند.درودگران ساردی و مصری بودند.آنان که آجر پخته ساختند بابلی بودند.آنان که دیوارها را آراستند مادی و مصری بودند
داریوش شاه گوید فرمان دادم تا کاری بزرگ در شوش انجام شود و این کار بزرگ به خواست من انجام شد.اهوراوزدا مرا و ویشتاسپ پدر مرا و سرزمین مرا بپاید.

## مستندات راجع به ابیرادوش
محمد داندامایف در دانشنامه ایرانیکا مطلبی از دو کتیبهٔ منسوب به داریوش یکم (DSf و DSz) نقل می‌کند که بر اساس آن، ستون‌های سنگی به کار گرفته شده در قصر داریوش یکم از ابیرادوش آمده‌است. در نسخهٔ عیلامی کتیبه‌ها، نام این روستا به صورت هاپیرادوش (Hapiraduš) ذکر شده‌است.
بر اساس یافته های جدید روستای گمشده ابیرادوش در شهرستان آبدانان استان ایلام قرار دارد.
کاشف معادن سنگ هخامنشی کاخ آپادانا  کیست؟
محمد حیدری(آبدانان)محمد حیدری نویسنده، مترجم و شاعر اهل آبدانان پژوهشگر فرهنگ فُلکلور (عامیانه) و مطالعات مردم‌شناسی و میراث‌فرهنگی ناملموس است که سالها در خصوص فرهنگ و هنر بومی و زبان مناطق جنوب استان ایلام به مطالعه میدانی و تحقیق پرداخته است.
کشف معادن سنگ به‌کار رفته در ساخت کاخ آپادانا شوش، دستاورد جدید او است که طی چند سال مطالعه و بررسی میدانی صورت گرفت، که در نهایت با همکاری پژوهشگاه میراث‌فرهنگی و هیات باستان‌شناسی اعزامی منجر به نتیجه نهایی شد و به پرسش دوهزار ساله کتیبه داریوش در خصوص محل استخراج سنگهای ستون کاخ آپادانا، یعنی «ابیرادوش» پاسخ داد.
لقمان احمدزاده؛ باستان‌شناس و کارمند اداره میراث فرهنگی شوش،سرپرستی بررسی و کاوش در محوطه معادن سنگ هخامنشی کییرکوه را از جانب پژوهشگاه میراث فرهنگی کشور بر عهده گرفته و با نوشتن مقاله ای با همکاری یابنده و تیم همراه در مجله جامع باستان‌شناسی در پاییز سال ۱۴۰۳ برای نخستین بار این یافته مهم باستان‌شناسی را در جامعه علمی کشور مطرح نمود.
در فروردین ۱۴۰۴ ریاست پژوهشگاه میراث فرهنگی کشور با حضور در شهرستان آبدانان و راهنمایی یابنده و تیم بررسی اولیه به سرپرستی احمدزاده و همیاری مهدی امیدفر و صادق زواره پور و مسئولین اداره میراث فرهنگی استان ایلام از معدن اصلی بازدید کرده و نوید بررسی‌های بیشتر برای یافته‌های مرتبط دیگر و ثبت آن در میراث فرهنگی کشور و همچنین پیوستن آن به میراث جهانی یونسکو خبر دادند.